# Icnologia
La icnologia és una branca de la geologia que tracta amb els rastres del comportament d'organismes. Generalment es considera una branca de la paleontologia; de totes maneres, només una divisió de la icnologia, la paleoicnologia, tracta amb rastres fòssils, mentre que la neoicnologia és l'estudi dels rastres moderns.
Els estudis icnològics es basen en les troballes i anàlisi d'estructures biogèniques: trets causats per organismes vius.

## Classificació
Existeixen diferents classificacions de les icnites, les més comunes són aquestes:
- Repichnia : Pistes de reptació i desplaçament.
- Cubichnia : Pistes de descans.
- Pascichnia : Pistes de pastura.
- Fodinichnia : Galeries de alimentació.
- Domichnia : Galeries de vida.
- Fugichnia : Rastres de d'equilibri.
- Agrichnia : Rastres de cultiu.
- Fixichnia